# Caroline Giuliani
 (février 2021).
Si vous disposez d'ouvrages ou d'articles de référence ou si vous connaissez des sites web de qualité traitant du thème abordé ici, merci de compléter l'article en donnant les références utiles à sa vérifiabilité et en les liant à la section « Notes et références ».
Pour les articles homonymes, voir Giuliani.
Caroline Rose Giuliani connue sur nom de Caroline Giuliani (née en 1989 à New York, État de New York) est une cinéaste, militante politique et écrivaine américaine. Elle est la fille de Rudy Giuliani, l'ancien maire de New York. Giuliani a reçu l'attention des médias nationaux pour avoir publiquement désapprouvé et critiqué la politique et les soutiens politiques de son père, figure du Parti républicain.

## Première vie et famille

Gracie Mansion, où Giuliani a grandi.

Giuliani est né en 1989 de Donna Hanover (en), journaliste et personnalité de la télévision, et de Rudy Giuliani, avocat et homme politique républicain. Elle est d'origine italienne. Ses arrière-grands-parents paternels, Rodolfo et Evangelina Giuliani, étaient de la Toscane. Son grand-oncle, Tullio "Leo" D'Avanzo, exploitait un réseau de prêt usuraire et de jeu dans un restaurant de Brooklyn. Son frère, Andrew Giuliani (en), a été l'assistant de liaison publique de l'ancien président américain Donald Trump.
Avant sa naissance, le père de Giuliani avait été procureur des États-Unis pour le district sud de New York et procureur général associé des États-Unis. En 1993, son père a été élu maire de la ville de New York, et la famille a emménagé dans Gracie Mansion en 1994, la résidence officielle du maire de Carl Schurz Park (en). En octobre 2000, ses parents ont demandé le divorce et son père a quitté Gracie Mansion en août de l'année suivante. Giuliani a continué à vivre à Gracie Mansion avec sa mère et son frère jusqu'à la fin du mandat de son père en décembre 2001. La famille a déménagé dans une maison à East Manhattan. Le divorce de ses parents a été finalisé en 2002. En 2003, son père a épousé Judith Giuliani (en), infirmière et responsable des ventes médicales, et sa mère a épousé Edwin Oster, un avocat. En 2018, son père a rejoint l'équipe juridique du président Donald Trump. Giuliani a été séparée de son père depuis le divorce de ses parents.
Giuliani a été élevé dans la foi catholique et a été baptisé par Monseigneur Alan Placa. Elle a fait ses études à la Trinity School (en), une école privée de Manhattan qui fait partie de l'Ivy Preparatory School League, et a obtenu son diplôme en 2007. Elle a fréquenté l'Université de Harvard, où elle a étudié le théâtre et la production cinématographique. À Harvard, Giuliani a été le coordinateur du théâtre expérimental du Harvard Radcliffe Dramatic Club (en) et a fait un stage avec le réalisateur de documentaires Ross McElwee. Giuliani s'est également formé auprès de l'Atlantic Theatre Company à New York, de la Royal Academy of Dramatic Art de Londres et du Collaborative Arts Project 21 (CAP21) (en), en partenariat avec la Tisch School of the Arts de l'Université de New York.

## Carrière
Giuliani est un cinéaste, écrivain et réalisateur qui crée des œuvres axées sur la santé mentale et la sexualité humaine. Giuliani a commencé son travail dans l'industrie cinématographique en tant qu'assistante de production à Hollywood, en travaillant sur le drame surnaturel 2012-2013 de l'American Broadcasting Company 666 Park Avenue et la sitcom Trophy Wife 2013-2014, et la sitcom 2013-2014 Hello Ladies de HBO. Après avoir travaillé comme assistante de production, elle est devenue l'assistante de Steve Beeks, coprésident et co-chef de l'exploitation de Lionsgate. Elle a ensuite travaillé pour Gotham Group en tant qu'assistante du producteur Jeremy Bell. Elle a été promue par Ellen Goldsmith-Vein et a commencé à diriger son propre bureau en tant que gestionnaire junior et coordinatrice de la télévision. Après avoir quitté Gotham Group (en), elle a travaillé comme assistante du réalisateur sur la comédie romantique de Netflix 2019 Quelqu'un de bien.
En 2020, elle a créé le film à suspense psychologique Or (Someone) Else sur une femme aux prises avec une relation abusive et les ramifications sur la santé mentale d'une colère opprimée.

## Vie privée
Giuliani est bisexuel. 
Le 4 août 2010, elle a été arrêtée par la police de New York et accusée de petit vol pour vol à l'étalage dans le magasin Sephora d'East 86th Street. Elle a été détenue puis relâchée. Représenté par l'avocat Michael F. Bachner, Giuliani a conclu un accord de plaidoyer pour effectuer un jour de travaux d'intérêt général et a fait effacer son casier judiciaire après une période de probation de six mois.

## Opinions politiques
Bien qu'il soit issu d'une famille républicaine de premier plan, Giuliani a soutenu les candidats démocrates. Lors de l'élection présidentielle américaine de 2008, alors que son père cherchait à être nommé républicain, elle a rejoint un groupe Facebook de soutien à Barack Obama appelé One Million Strong for Barack, et a publié sur son profil qu'elle était une «libérale». Giuliani a quitté le groupe Facebook après que des activités en ligne aient été signalées dans les médias. Elle a soutenu Hillary Clinton lors de l'élection présidentielle américaine de 2016, tandis que son père était un fervent partisan de Donald Trump. En 2016, interrogée sur ses convictions politiques en contradiction avec celles de son père, elle a déclaré: "Il le sait et est tout à fait à l'aise avec cela et pense que j'ai droit à mon opinion".
Le 30 septembre 2020, Giuliani a tweeté une réponse à un tweet de son père accusant Hunter Biden d'être un menteur. Elle a déclaré: «Pour ma part, je ne suis pas favorable à la diffusion de faux potins sur l’enfant d’un politicien».
Le 15 octobre 2020, Giuliani a écrit un article pour Vanity Fair intitulé Rudy Giuliani Is My Father. S'il vous plaît, tout le monde, votez pour Joe Biden et Kamala Harris, appelez les électeurs américains à mettre fin au "règne de terreur" de Donald Trump et les encourageant à "élire un président compatissant et décent". En réponse au fait que son père était un partisan de Trump, Giuliani a déclaré: "Je ne serai peut-être pas en mesure de faire changer d'avis mon père, mais ensemble, nous pouvons voter cette administration toxique hors du bureau." Elle a poursuivi en disant: «si le fait d'être la fille d'un maire polarisant devenu le bulldog personnel du président m'a appris quelque chose, c'est que la corruption commence par des 'oui-hommes' et des femmes, les copains qui créent une chambre d'écho de mensonges et soumission pour maintenir leur proximité avec le pouvoir. " Elle a accusé l'administration Trump d'avoir attisé "l'injustice qui imprégnait déjà" la société et a critiqué la gestion par Trump de la pandémie de COVID-19 aux États-Unis et ses politiques qui ont annulé les protections pour la communauté LGBTQ, les femmes, les immigrants, les personnes handicapées, et des gens de couleur. Elle a ensuite approuvé l'ancien vice-président américain Joe Biden et la sénatrice Kamala Harris pour l'élection présidentielle américaine de 2020, et a salué les plans de Biden pour lutter contre le changement climatique. Giuliani a ensuite tweeté une photo d'elle et de Harris.
Le 24 novembre 2020, Giuliani a écrit un deuxième article pour Vanity Fair, intitulé Attention, Trumpworld: Conseils d'auto-soins pour accepter la réalité que Trump a perdue